# Musée de la Grande Chartreuse
Le musée de la Grande Chartreuse, fondé en 1957, est un musée d'art et d'histoire situé au cœur du parc naturel régional de la Chartreuse au lieu-dit la Correrie, sur la commune de Saint-Pierre-de-Chartreuse.
Il a pour but d'éclairer les visiteurs sur l'ordre des Chartreux, leurs 900 ans d’Histoire, leur mode de vie ainsi que sur la Grande Chartreuse et son architecture.

## Historique
En 1084, Bruno arrive avec six compagnons en Chartreuse pour y vivre une vie d’ermite. Pour ne pas troubler le silence et la solitude nécessaire à la contemplation des pères, les frères vont s’installer à la Correrie, dans les maisons basses du monastère. Ces bâtiments étaient autrefois destinés à l'habitat et aux ateliers des frères convers ; ils abritèrent successivement au fil des siècles une imprimerie et une infirmerie pour les pères malades.
Le site de la Correrie, placé en contrebas du monastère, fut choisi en 1957 pour installer le musée dans ce groupe de bâtiments monastiques des XVIIe – XIXe siècles, car il permet de retenir le flot des visiteurs en aval du monastère à une vingtaine de minutes à pied de ce dernier.
Le label musée de France a été décerné par le ministère de la Culture en reconnaissance de l'intérêt du musée et de sa qualité muséographique. Le directeur du musée est Philip Boyer.

### L'ancienne Correrie devenue musée
Le parcours muséographique bouclé autour du jardin du Cloître, mis en scène par l’architecte-muséographe Catherine Bizouard, permet de mieux comprendre la vocation des moines, et comment celle-ci s’épanouit au fil du temps.
L’ouverture au public de nouveaux espaces de visite pour accueillir la collection des cartes des Chartreuses, s’accompagne d’un renouveau du musée de la Grande Chartreuse dans son ensemble. Volontairement contemporain, ce projet souhaité par les pères Chartreux, a pour but d'offrir un regard d’aujourd’hui sur la vie des moines chartreux.
Le musée est adapté aux personnes à mobilité réduite depuis le réaménagement 2009-2012.

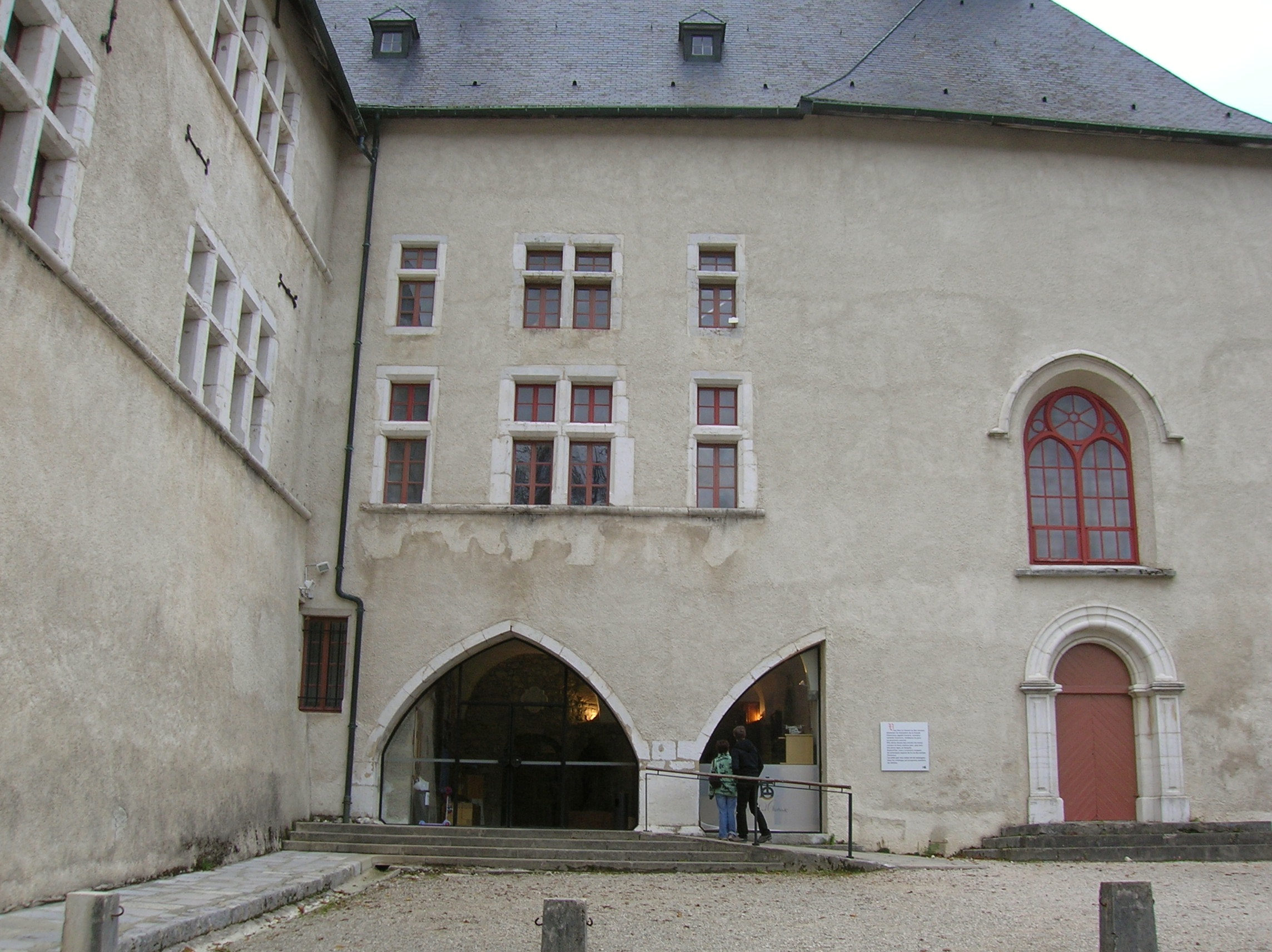
Entrée du musée.
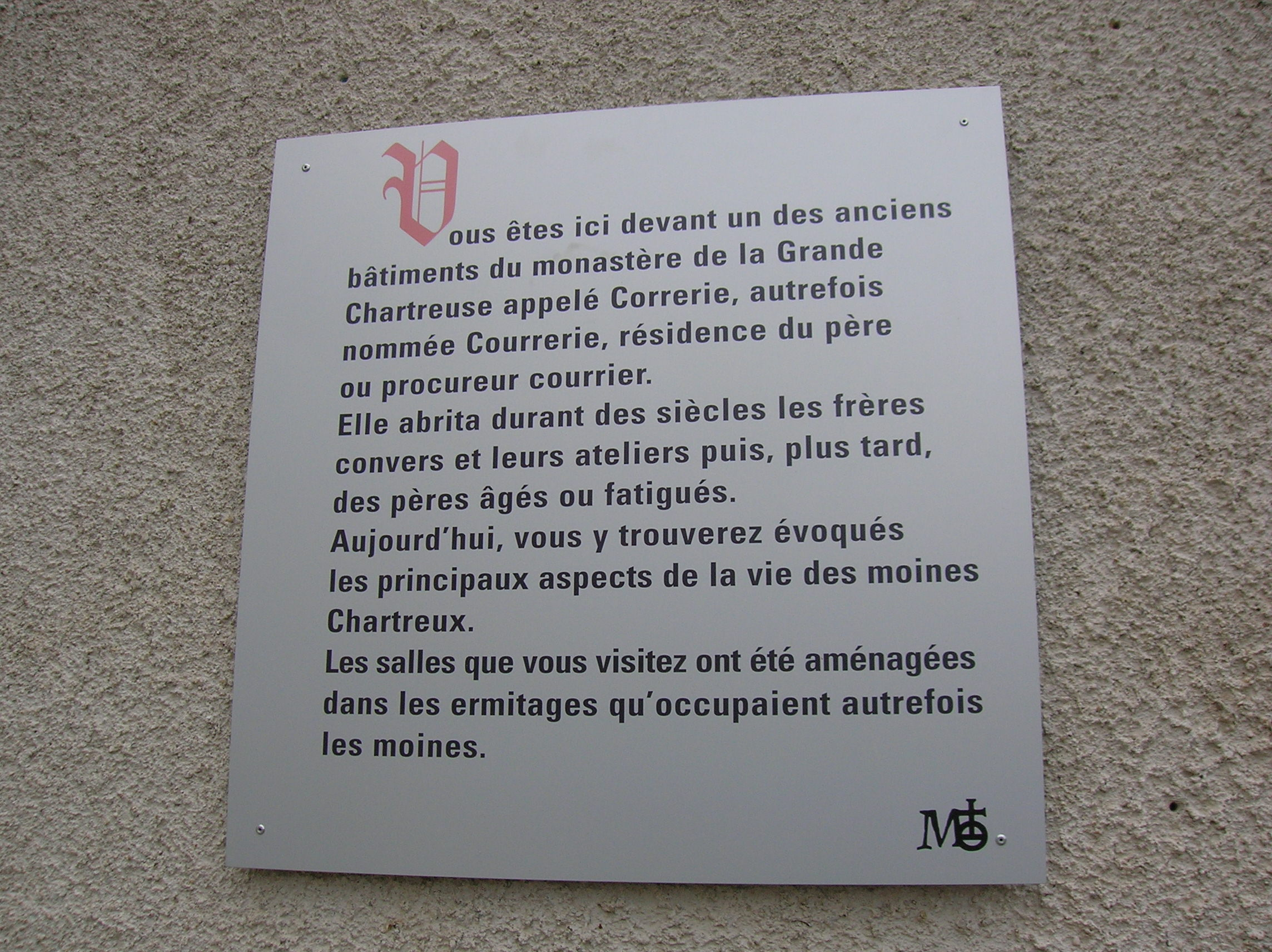
Panneau d'information.

## Les cartes de Chartreuse

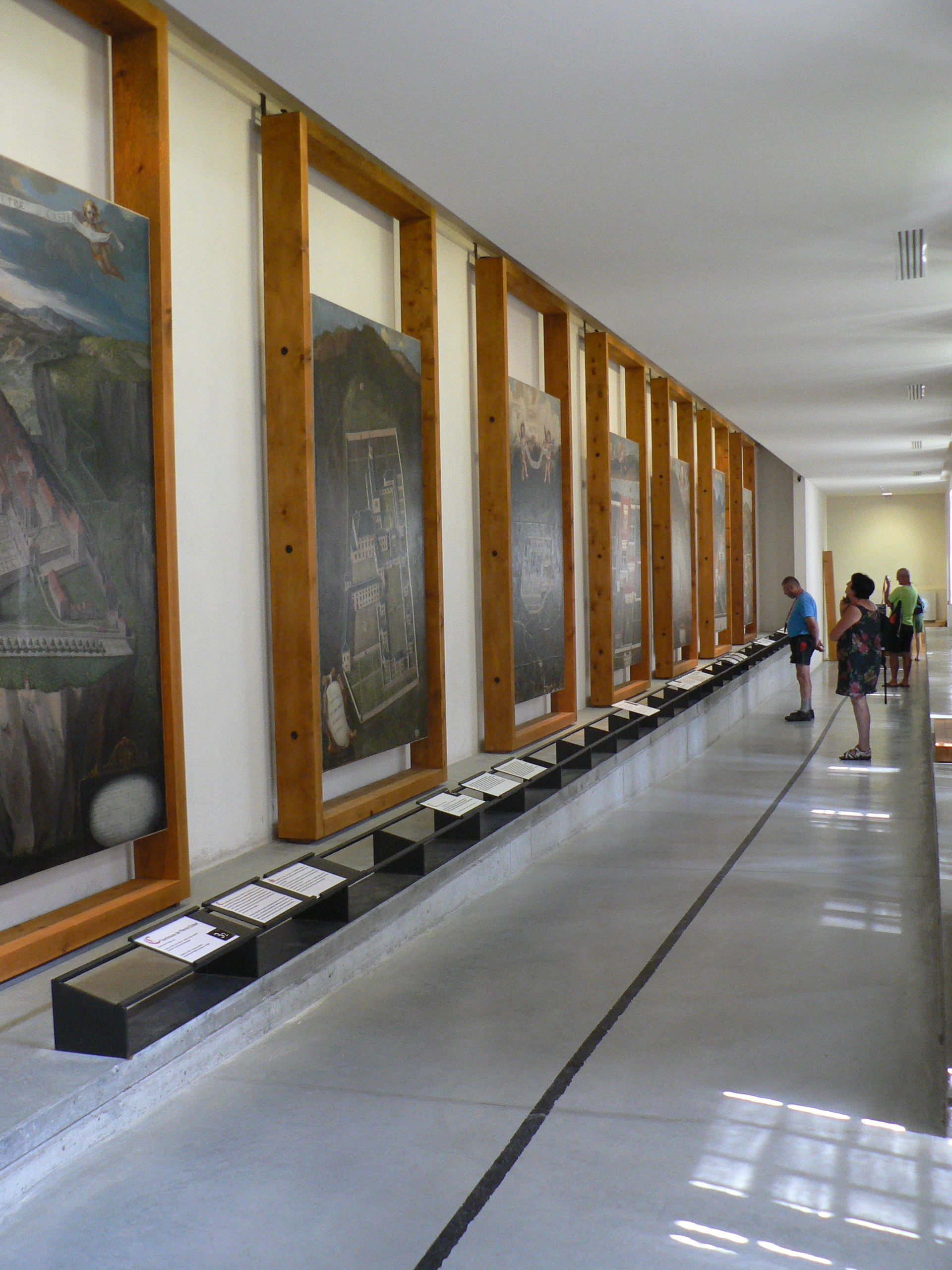
La galerie de cartes dans le musée de la grande chartreuse en 2018.

Depuis le 1er mai 2010, la muséographie a été revue en profondeur et s'articule désormais autour des cartes de Chartreuse. Au total, ce sont 79 tableaux, représentant de nombreuses chartreuses à travers le monde, qui accompagnent le visiteur durant sa visite. Ces cartes ont pour la plupart été réalisées à la fin du XVIIe siècle, à la même époque où fut construit le monastère tel que nous le connaissons aujourd’hui. C'est à la demande de dom Innocent Le Masson, prieur de la Grande Chartreuse et ministre général de l’Ordre, qu'une grande partie de ces peintures furent réalisées.
Toutes ces œuvres sont classées à l'inventaire des monuments historiques. Les 79 cartes qui nous sont parvenues ont fait (ou font) l'objet d’une restauration révélant leur haute valeur artistique et historique et permettent d'éclairer le visiteur sur l’architecture commune et spécifique de toutes les chartreuses.